# Oh Dong-min
Oh Dong-min (kor. 오동민; ur 1 kwietnia 1986) – południowokoreański aktor.

## Życiorys
Oh Dong-min urodził się 1 kwietnia 1986 roku w Korei Południowej.

## Filmografia

### Filmy
- 2016: Su-seong-mos
- 2017: Neo-wa Geuk-jang-e-seo jako Min-cheol
- 2019: Ga-jeong bo-tong-eui yeon-ae jako Heyon-seong
- 2020: Ma-eum Ul-jeok-han Nal-en jako Seong-joon
- 2021:
  - U-san-eul an ga-ji-go wa-seo
  - An-nyeon-ha-se-yo jako Choi Eun-seok

### Seriale
- 2018:
  - Kingdom jako eunuch w pałacu Księcia Korony
  - Hyung-bu-oi-gwa - Sim-jang-eul Hum-chin Eui-sa-deul jako Moon Seun-jae
- 2019:
  - 17-se-eui Jo-geon jako nauczyciel Min-jae
  - Pyeong-il O-hu Se-si-eui Yeon-in jako Kang Cheol
- 2020:
  - Webdeuramaeui beobchik jako Park Joon-seo
  - Memorials jako Yang Nae-sung[2]
- 2022:
  - Miłość na bank jako Yang Seok-hyeon
  - Beob-dae-ro Sa-rang-ha-ra jako Do Jin-gi
- 2024: Doktor Kryzys jako Min Kyeong-min

## Nagrody i nominacje
W 2020 roku Oh Dong-min został nominowany do KBS Drama Awards w kategorii "Najlepszy nowy aktor".